# Candida stellata
Cándida stellata es una especie de levadura del género Candida. En la obra de 1978 de Yarrow & Meyer de la levadura se ha reclasificado a su actual nombre de Saccharomyces stellatus, que fue descrita inicialmente por Kroemer y Krumbholz en 1931.